# 蔡庄土城遗址
蔡庄土城遗址，位于北京市房山区大石窝镇蔡庄村拒马河西岸的山丘上，是北京市文物保护单位。

## 简介
蔡庄土城遗址为战国时期所建。土城遗址呈长方形，东西城墙各长450米，南城墙长270米，城墙高4米，宽12米，系黄土夯实而成，每层厚15厘米左右。蔡庄土城建于台地上，三面有墙，北面借陡壁修建。拒马河水从峭壁下流过。土城城门设在土城南侧，坍塌处形成豁口，是去板城村的通道。城内外遗存大量的红、灰陶片，陶器，是北京地区现存年代较早、保存较好的古城遗址，2001年被列入北京市第六批文物保护单位。